# Semispazio di Poincaré

Tassellatura eptagonale del modello.

Il semispazio di Poincaré è un modello di geometria iperbolica, descritto dal matematico francese Jules Henri Poincaré. Un altro modello con caratteristiche simili è il disco di Poincaré.

## Definizione
Il semispazio di Poincaré è il semispazio {\displaystyle n}-dimensionale
{\displaystyle H^{n}=\{(x_{1},\ldots ,x_{n})\in \mathbb {R} ^{n}\ |\ x_{n}>0\}}
dotato del tensore metrico
{\displaystyle ds^{2}={\frac {\sum _{i}dx_{i}^{2}}{x_{n}^{2}}}.}
In altre parole, il tensore metrico nel punto {\displaystyle (x_{1},\ldots ,x_{n})} è
{\displaystyle g_{ij}={\frac {1}{x_{n}^{2}}}\delta _{ij}}
dove {\displaystyle \delta } è la delta di Kronecker. Cioè
{\displaystyle g={\frac {1}{x_{n}^{2}}}I}
dove {\displaystyle I} è la matrice identità {\displaystyle n}-dimensionale. Si tratta quindi dell'usuale tensore metrico euclideo, riscalato di un fattore positivo
{\displaystyle {\frac {1}{x_{n}^{2}}}}
che dipende dal punto, e che tende a infinito se il punto si avvicina all'iperpiano {\displaystyle x_{n}=0}.

## Proprietà
Il tensore metrico è definito positivo in ogni punto: il semispazio di Poincaré è quindi una varietà riemanniana di dimensione {\displaystyle n}. Su una varietà riemanniana sono quindi definiti i concetti di distanza, geodetica e angolo.
Attraverso una opportuna inversione circolare si può costruire facilmente un isomorfismo tra questo modello e il disco di Poincaré.